# Hard Rock Football Club
Maillots
Le Hard Rock Football Club est un club de football de la Grenade, basé dans la Paroisse de Saint Patrick, dans le nord de l'île. Il joue ses rencontres à domicile au Fond Playing Field de Sauteurs, le chef-lieu de la paroisse.

## Repères historiques
Fondé en 1987, Hard Rock FC remporte son premier titre national en 2011 avec un succès en championnat. Son palmarès compte actuellement trois titres de champions (consécutifs, entre 2011 et 2013) et une Coupe nationale.
Malgré son palmarès, le club ne participe pour la première fois à une compétition continentale qu'en 2018, lors du Championnat des clubs caribéens de la CONCACAF, car la fédération grenadienne n'a que ponctuellement aligné des formations lors des rencontres internationales. Le club termine sa première campagne continentale à la 3e de sa poule de qualification, sans avoir réussi à remporter un match.

## Palmarès
- Championnat de Grenade (3)
  - Champion : 2011, 2012, 2013

- Coupe de Grenade (1)
  - Vainqueur : 2013
  - Finaliste: 2012, 2016